# Dixon Denham
Dixon Denham (Londra, 1º gennaio 1786 – Freetown, 9 giugno 1828) è stato un militare ed esploratore inglese che esplorò l'Africa centro-occidentale per poi diventare governatore della Sierra Leone.

## Gioventù
Dixon Denham nacque a Salisbury Square, Fleet Street, Londra, il Capodanno del 1786, figlio di James Denham, proprietario di una merceria, e della moglie Eleanor Symonds. Ultimo di tre fratelli, Denham fu educato presso la Merchant Taylors' School dal 1794 al 1800. Al termine degli studi fu assunto da un solicitor ma si arruolò nell'esercito nel 1811.

## Carriera militare
Inizialmente assegnato al 23° Royal Welch Fusiliers e successivamente passato ai 54º fanteria, Denham prestò servizio nelle campagne in Portogallo, Spagna, Francia e Belgio, ricevendo la Waterloo Medal. Denham fu considerato un soldato valoroso che trasportò il proprio comandante ferito lontano dalla linea di fuoco nel corso della battaglia di Tolosa, e divenne una stretta conoscenza del duca di Wellington con cui intratteneva una regolare corrispondenza. Alla fine delle ostilità il tenente Denham prestò servizio a Cambray e durante l’occupazione di Parigi. Messo a mezza paga nel 1818, viaggiò per lungo temo in Francia ed Italia. Nel 1819 Denham entrò al Royal Military College (Sandhurst) come studente, con l'intenzione di diventare un ufficiale del Senior Department del Royal Military College. Richiamò l'attenzione del comandante del College, Sir Howard Douglas, ma si annoiò: 'era il tipo di uomo che deve vivere un'avventura o marcisce', scrisse un suo amico. Era anche prepotente, insicuro e geloso.

## La missione di Bornu
Denham incontrò l'esploratore George Lyon al suo ritorno a Londra dall'Africa, e decise di unirsi alla seconda missione del governo britannico per la creazione di rotte commerciali con gli Stati dell'Africa occidentale. Forse a causa delle sue influenti conoscenze, il desiderio di Denham si avverò e, ormai promosso a maggiore, fu scelto da Lord Bathurst nell'autunno del 1821 per unirsi agli altri membri della missione, il dottor Walter Oudney ed il tenente Hugh Clapperton, giungendo a Tripoli a bordo dello scuna Express il 19 novembre.
Denham portò con sé le istruzioni dell'Ufficio coloniale secondo cui Oudney avrebbe dovuto rimanere a Bornu come vice-console, mentre Denham e Clapperton avrebbero dovuto 'esplorare lo Stato a sud ed a est di Bornu, con il principale obbiettivo di tracciare il corso del Niger ed accertarne la foce'. Per motivi sconosciuti, Denham fu trattenuto a Tripoli e la missione partì verso Murzuch, in Fezzan, senza di lui il 23 febbraio 1822. Denham lasciò infine Tripoli il 5 marzo con una scorta di 210 arabi a cavallo, raggiungendo Murzuch e trovando i due compatrioti in pessime condizioni, Clapperton malato di ague e Oudney con un grave raffreddore. Inoltre, scoprì che il locale bey ne aveva vietata la ripartenza da Fezzan mentre era assente a caccia di schiavi, una restrizione dovuta alla requisizione dei cammelli della missione. Denham tornò subito a Tripoli alla ricerca di fondi e per convincere il pascià, Yusuf Karamanli, a fornire la scorta necessaria per proteggere la missione durante il viaggio di ritorno a Bornu. Giunse a Tripoli il 13 giugno 1822. Era già diventato impopolare, convincendo Clapperton a scrivere a Sir John Barrow: 'la sua assenza non sarà una perdita per la missione, ed un risparmio per il suo Paese, dato che il maggiore Denham non è in grado di leggere il sestante, non conosce neanche una stella in cielo e non è in grado di leggere l'altezza del sole'.
Denham scoprì che il pascià era ostinato quanto il bey di Murzuch. Arrabbiato, decise di tornare a Londra per fare rapporto sulla situazione direttamente a Lord Bathurst e per chiedere una promozione, in modo da poter tornare come comandante ufficiale della spedizione. Imbarcatosi su una nave diretta a Marsiglia, avvisò i tenenti del pascià del malcontento del proprio governo. Avvisato, il pascià gli scrisse che una scorta di 300 uomini di un ricco mercante stava partendo per Bornu e che, dietro un pagamento di 10.000 dollari da dividere con lui, avrebbe potuto convincerli a proteggere anche la missione. Denham ricevette la lettera mentre si trovava in quarantena a Marsiglia. Ancora molto arrabbiato, inviò un a lettera a Bathurst lamentandosi dell'incompetenza di Oudney. La missiva non fu ben accolta a Londra e Denham trovò una lettera che lo aspettava al suo ritorno a Tripoli, con un rimprovero per la sua mancanza di diplomazia, nonostante condividessero la frustrazione che lui provava. Le notizie sulla condotta di Denham lasciarono sbalorditi i suoi compagni a Murzuch. Oudney scrisse una lettera avvelenata di reclamo riguardo a Denham a Hanmer Warrington, console britannico a Tripoli, paragonando Denham ad un serpente nascosto nell'erba. In confidenza, Warrington mostrò la lettera a Denham, inacidendo ulteriormente le relazioni all'interno della missione.
Alla fine di settembre del 1822, Denham era sulla via del ritorno a Murzuch con il mercante e la scorta promessa. Riconoscendo che la situazione si era aggravata per la mancanza di una decisione ufficiale riguardo al comando della missione, l'ufficio coloniale scrisse che Clapperton avrebbe dovuto diventare l'aiutante di Oudney, e non di Denham. La missione, che ora comprendeva quattro britannici (incluso Hillman, il carpentiere), cinque servitori e quattro cammellieri, alla fine lasciò Murzuch per dirigersi verso Bornu il 19 novembre 1822. Clapperton e Oudney erano debilitati, avendo patito la febbre, e tutti erano sconvolti durante il viaggio a sud attraverso il deserto del Sahara, con la rotta piena di scheletri degli schiavi che erano morti di sete. La missione raggiunse la costa settentrionale del lago Ciad il 4 febbraio 1823, ed i britannici divenneri i primi bianchi a vedere il lago. Il gruppo proseguì verso ovest, raggiungendo Kuka nell'impero di Kanem-Bornu (oggi Kukawa in Nigeria) il 17 febbraio.

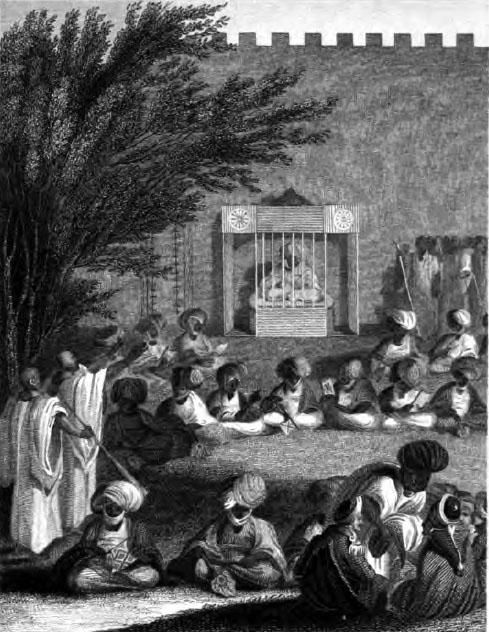
Denham e Clapperton ricevuti dallo sceicco al-Kaneimi a Kuka

Fu da Kuka che Denham, nonostante il parere opposto di Oudney e Clapperton, accompagnò una razzia alla caccia di schiavi all'interno dei monti Mandara a sud di Bornu. I razziatori furono sconfitti e Denham riuscì a salvarsi a fatica. A questo punto, si era sviluppata una profonda antipatia tra Clapperton e Denham, con Denham che inviò segretamente dei resoconti negativi riguardo al comportamento tenuto da Clapperton, secondo cui quest'ultimo aveva intrattenuto relazioni omosessuali con uno dei servitori arabi. L'accusa, basata su una voce fatta girare da un servitore punito da Clapperton per furto, era quasi certamente infondata, e Denham in seguito ritirò l'accusa senza dire a Clapperton di averlo fatto, portando quindi lo storico Bovill a fare notare che 'è difficile ricordare in tutta la storia della scoperta geografica... un uomo più odioso di Dixon Denham'.
Dopo aver battagliato per il comando della spedizione, Oudney e Clapperton partirono verso le terre degli Hausa nel dicembre del 1823, mentre Denham si dedicò ad esplorare la costa occidentale, meridionale e sud-orientale del lago Ciad ed i corsi d'acqua minori di Waube, Logone e Chari. Non fu in grado di esplorare la costa orientale a causa delle tribù guerriere stanziate in quella zona, ma dimostrò che il lago Ciad non era la sorgente del Niger come si credeva fino a quel momento. Denham fu in parte aiutato da un ventunenne di nome Ernest Toole, inviato da Malta per assisterlo. Toole, debilitato dall'arduo attraversamento del deserto da Tripoli, morì presto di febbre e fu sepolto da Denham sulle rive del lago. Denham fece ritorno a Kuka, dove incontrò il protetto di Warrington, John Tyrwhitt, inviatovi quale vice-console. Denham prese Tyrwhitt con sé per un'escursione sulla punta meridionale del lago Ciad. Quando i due tornarono a Kuka, Denham vi trovò Clapperton in uno stato irriconoscibile. Oudney era morto a Murmur nel gennaio 1824, mentre Clapperton aveva proseguito fino a Kano e Sokoto. Ogni prosecuzione gli fu vietata dal sultano Bello, e non ebbe altra scelta se non fare ritorno.
Il 14 settembre 1824, ancora in antipatia reciproca, i due, assieme al carpentiere Hillman, lasciarono Kuka diretti verso Tripoli, senza dirsi una parola per tutti i 133 giorni del viaggio. Tyrwhitt fu scelto per restare a Kuka e svolgere il suo dovere, decisione che gli costò la vita molti mesi dopo a causa di febbre, alcolismo e solitudine.
Denham e Clapperton tornarono in Inghilterra e ricevettero un benvenuto da eroi il 1º giugno 1825.

## Conseguenze
Entro tre mesi dal ritorno, Clapperton era già ripartito per una nuova spedizione in Africa occidentale, stavolta via mare, lasciando Denham a scrivere delle loro azioni in cui, ovviamente, amplificò il proprio apporto e minimizzò il contributo di Clapperton e Oudney senza nessun contraddittorio.
Denham si insediò a Londra, al 18 di George Street, Hanover Square. Fu nominato membro della Royal Society, e nel dicembre dello stesso anno, promosso tenente colonnello, salpò per la Sierra Leone come sovrintendente degli Africani Liberati, incaricato di far insediare gli schiavi salvati dalla marina britannica e sbarcati a Freetown. Denham passò alcuni mesi esplorando le vicinanze di Freetown, e verso la fine dell'anno partì per una visita d'ispezione a Fernando Po, dove i britannici avevano lasciato delle basi per i pattugliamenti anti-schiavismo. Fuqui che apprese da Richard Lander la notizia della morte di Clapperton a Sokoto, che doverosamente riportò a Londra. Nel maggio 1828 Denham fece ritorno a Freetown, dove ricevette la nomina reale a tenente-governatore della colonia della Sierra Leone, succedendo a Sir Neil Campbell, morto durante la carica.

## Morte
Dopo aver amministrato la Sierra Leone per sole cinque settimane, Denham morì di 'febbre africana' (probabilmente malaria) a Freetown il 9 giugno 1828 all'età di 42 anni. Quarto governatore della colonia a morire in altrettanti anni in quel clima pestilenziale, morì con un debito di molte migliaia di sterline verso suo fratello, John Charles. Denham fu sepolto nel cimitero cittadino di Circular Road il 15 giugno.

## Vita privata
Denham sposò Harriet Hawkins, una vedova, a Lisbona mentre combatteva la guerra d'indipendenza spagnola. Il matrimonio fu celebrato solennemente a Londra presso la chiesa di San Paolo (Covent Garden) il 20 febbraio 1815, ma non esistono altre notizie della moglie o altre informazioni riguardo alla sua discendenza.

## Denham nella letteratura
Gli atti di Denham vengono citati brevemente nel romanzo di Jules Verne Cinque settimane in pallone, nel capitolo 30: 'Mio caro compagno, stiamo ora seguendo esattamente il tracciato del maggiore Denham. Fu in questa stessa città di Mosfeia che fu ricevuto dal sultano di Mandara; aveva lasciato l'impero Bornou; accompagnò lo sceicco in una spedizione contro i Fellatahs; prese parte all'attacco alla città che, con le sue sole frecce, resistette coraggiosamente ai proiettili arabi e permise alle truppe dello sceicco di fuggire. Tutto questo non fu che un pretesto per omicidi, razzie e saccheggi. Il maggiore fu completamente depredato e sposgliato e se non fosse stato per il suo cavallo, sotto il quale si appese con l'abilità di un cavaliere indiano fuggendo al galoppo dai suoi barbari inseguitori, non avrebbe mai potuto tornare a Kouka, capitale di Bornu'. 'Chi era questo maggiore Denham?' 'Un inglese impavido che, tra il 1822 ed il 1824, comandò una spedizione nelle terre di Bornu, in compagnia del capitano Clapperton e del dottor Oudney. Partirono da Tripoli nel mese di marzo, raggiunsero Murzuch, capitale di Fez e, seguendo la rotta che in seguito il dottor Barth utilizzò per tornare in Europa, giunsero il 16 febbraio 1823 a Kouka, nei pressi del lago Ciad. Denham compì numerose esplorazioni a Bornou, in Mandara, e lungo le coste orientali del lago'.

## Eponimo
L'uccello sub-sahariano "otarda di Denham" (Neotis denhami) prende il nome da Denham.